# Park der Andersdenkenden

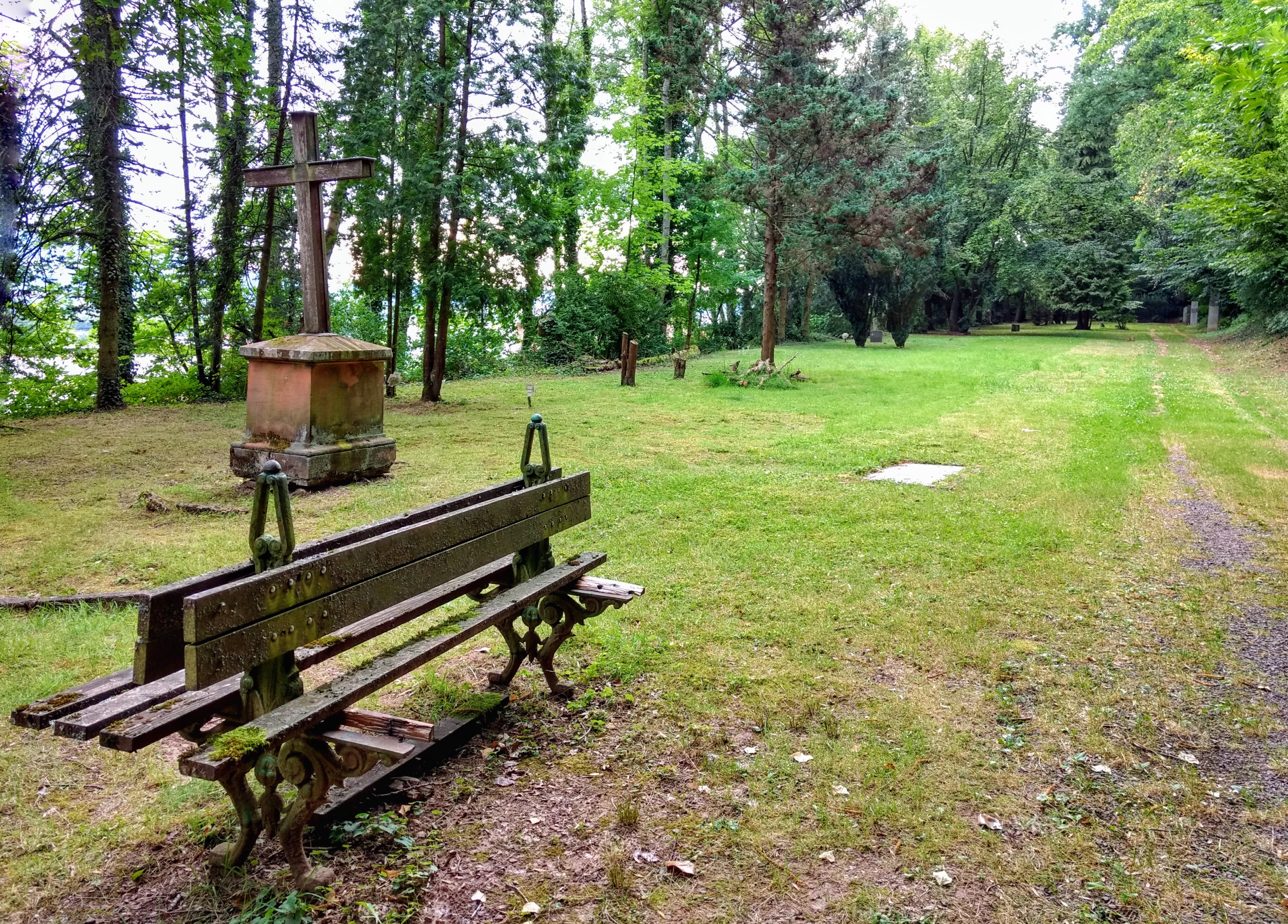
Blick vom Zugang

Der Park der Andersdenkenden liegt nördlich der Klinik Merzig am Fuß des Münchberg. Er diente früher als Friedhof der Klinik. Alternative Bezeichnungen sind Haus am Münchberg oder Gustav-Regler-Zentrum benannt nach dem Schriftsteller Gustav Regler. Ein früher als Sezierraum der Landesnervenklinik verwendeter kapellenartiger Bau beherbergt heute das Gustav-Regler-Zentrum. Dort finden auch Lesungen und Konzerte statt.